# Knippla skeppsvarv
Knippla skeppsvarv var ett träfartygsvarv på Källö-Knippla i Öckerö kommun.
Knippla skeppsvarv byggde framför allt fiskefartyg i trä. Föreningen Sveriges Mindre Varv fick en stor order order på träfiskebåtar till Island efter andra världskriget, varav minst tre levererades 1946 från Knippla skeppsvarv. Föreningen fick också omkring 1950 en order på 20 träfiskebåtar från Sovjetunionen, av vilka två lades ut på Knippla skeppsvarv.

## Byggda fartyg i urval
- 1943 Mälaren, fiskefartyg
- 1946 Tre fiskefartyg till Island
- 1950-51 Två fiskefartyg till Sovjetunionen
- 1960 HMS Blackan (M44), minsvepare
- 1972 HMS Gåssten (M31), minsvepare